# Coleophora klemensiewiczi
Coleophora klemensiewiczi é uma espécie de mariposa do gênero Coleophora pertencente à família Coleophoridae.